# Droga nr 9779 (Izrael)
Droga lokalna nr 9779 (hebr. 9779 כביש) – jest drogą lokalną położoną w Górnej Galilei, na północy Izraela. Biegnie ona przez Dolinę Hula, od miasta Kirjat Szemona do drogi nr 918 przy kibucu Szamir.

## Przebieg
Droga nr 9779 przebiega przez Samorząd Regionu Ha-Galil ha-Eljon w Poddystrykcie Safed Dystryktu Północnego Izraela. Biegnie równoleżnikowo z zachodu na wschód, od miasta Kirjat Szemona do drogi nr 918 przy kibucu Szamir.
Swój początek bierze w mieście Kirjat Szemona na skrzyżowaniu z drogą nr 90. Jadąc drogą nr 90 na północ dojeżdża się do skrzyżowania z drogą nr 99 i dalej do Tel Chaj, lub na południe do skrzyżowania z drogą nr 977. Natomiast droga nr 9779 prowadzi na południowy wschód i jako ulica Ha-Jarden przechodzi obok miejskiego stadionu Kirjat Szemona Municipal Stadium. Po wyjechaniu z miasta wykręca na wschód i po ponad 2 km dociera do skrzyżowania z drogą nr 9888, która prowadzi na północ do moszawu Bet Hillel i dalej do drogi nr 99. Droga nr 9779 prowadzi dalej na południowy wschód do skrzyżowania z drogą nr 9778, która prowadzi na południe do kibucu Kefar Blum. Nasza główna droga przejeżdża dalej mostem nad rzeką Jordan i dociera do kibuców Sede Nechemja i Amir. Kilometr dalej kończy swój bieg na skrzyżowaniu z drogą nr 918. Jadąc drogą nr 918 na północ dojeżdża się do kibucu Kefar Szold, lub na południe do kibucu Szamir i skrzyżowania z drogą nr 977.